# Metacity
Metacity foi o decorador de janela (gerenciador de janelas, no Brasil) padrão do GNOME a partir da versão 2.0 até ser substituído pelo Mutter no GNOME 3. Ele ainda é usado pelo GNOME Flashback, uma sessão do GNOME 3 que oferece uma experiência de usuário semelhante às sessões da série Gnome 2.x. O seu desenvolvimento foi iniciado por Havoc Pennington, com sua distribuição sob a Licença Pública Geral GNU (GPL).
Antes da introdução do Metacity no GNOME 2.2, o GNOME utilizava o Enlightenment e o Sawfish como gerenciadores de janelas. Muito embora o Metacity faça parte do projeto GNOME e seja desenhado para integrar o seu Ambiente de Trabalho, o mesmo não é necessário para executar o GNOME, já que há a possibilidade de serem usados diferentes gerenciadores de janelas com o mesmo, conquanto estes respeitem as especificações da ICCCM que o GNOME exige.
O Metacity é implementado em GTK +.